# سيد دالريمبل
سيد دالريمبل (بالإنجليزية: Syd Dalrymple)‏ هو لاعب كرة قدم أسترالية أسترالي، ولد في 11 مايو 1885 في بالارات في أستراليا، وتوفي في 12 يوليو 1969 في Toorak ‏ في أستراليا.

## وصلات خارجية
- سيد دالريمبل على موقع AustralianFootball.com (الإنجليزية)
- سيد دالريمبل على موقع AFLtables.com (الإنجليزية)